# Districtul Flacq
Flacq este un district  în   statul Mauritius. Reședința sa este orașul Centre de Flacq.